# Горохово (Смоленская область)
Горохово — деревня в Рославльском районе Смоленской области России. Входит в состав Грязенятского сельского поселения. Население — 4 жителя (2007 год). 
Расположена в южной части области в 13 км к югу от Рославля, в 7 км юго-западнее автодороги А141 Орёл — Витебск, на берегу реки Абицкая. В 10 км северо-восточнее деревни расположена железнодорожная станция Липовская на линии Рославль — Брянск. 

## История
В годы Великой Отечественной войны деревня была оккупирована гитлеровскими войсками в августе 1941 года, освобождена в сентябре 1943 года.